# Папа Иноћентије V
Папа Иноћентије V (лат. Innocentius V; око 1225 – 22. јун 1276), рођен као Пјер де Тарантез (фр. Pierre de Tarentaise) је био папа Римокатоличке цркве од 21. јануара до 22. јуна 1276. Био је члан Доминиканског реда и близак сарадник Папе Гргура X за време његовог понтификата. Беатификовао га је 1898. Папа Лав XIII.

## Биографија

### Детињство и младост
Рођен је око 1225. близу Мутијеа у области Тарентаза у Савојској грофовији, док је, по другим изворима, рођен у Ла Сали у Долини Аосте. Оба ова места су у то време била део Краљевине Арелат унутар Светог римског царства, али је данас прво у југоисточној Француској, а друго је у северозападној Италији. У младости се придружио доминиканском реду, у ком је стекао славу као проповедник.
Године 1259. је са Албертом Великим, Томом Аквинским и Бонусхомом Бритом, Флоренцијем, учествовао у успостављању ratio studiorum или програма студија Доминиканског реда који је укључивао студије филозофије као иновацију за оне који нису довољно обучени да студирају теологију.
Папа Гргур X га је 1273. унапредио у кардинала. Одржао је беседу на сахрани кардинала Бонавентуре 1274. и претио Гргура X на његовом путу по Италији од 1275. до његове смрти 1276. Смрт Папе Гргура X је довела до конклаве за избор његовог наследника.

### Папство

#### Папска конклава
На папској конклави јануара 1276, која је трајала један дан, постао је први доминиканац који је изабран за папу. Изабран је у првом кругу гласања. Себи је одабрао папско име Иноћентије, а 22. фебруара 1276. га је крунисао кардинал Ђовани Гаетано Орсини.

#### Акције
Једина значајна одлика његовог кратког понтификата су били практични кораци циљу испуњавања његове жеље за поновно уједињење са Православном црквом. Био је у поступку слања легата византинском цару Михајлу VIII Палеологу, у вези са скорашњим одлукама на Другом лионском сабору, када је умро у Риму.
Папа Иноћентије V је написао неколико дела о филозофији, теологији и канонском праву, укључујући и коментаре на Павлове посланице и на Сентенце Петра Ломбардијског.

#### Смрт и беатификација
Умро је после кратке борбе са непознатом болешћу 22. јуна 1276. Папа Лав XIII га је беатификовао 1898. на рачун његове репутације светости.